# Liste der Adelsgeschlechter namens Stein
Dies ist eine Liste der Adelsgeschlechter namens Stein bzw. von Stein:
- Stein (vogtländisches Adelsgeschlecht)
- Stein (Adelsgeschlecht aus Oberstein), im 17. Jahrhundert erloschen, siehe Oberstein (Adelsgeschlecht)
- Stein (pommersches Adelsgeschlecht), im 17. Jahrhundert erloschen
- Stein (Schwarzwälder Adelsgeschlecht), im 14. Jahrhundert erloschen
- Stein (thüringisches Adelsgeschlecht), ein uradliges Geschlecht, das in Thüringen in der Grafschaft Schwarzburg, Grafschaft Kevernburg und Grafschaft Orlamünde beheimatet war
- Stein (schweizerisches Adelsgeschlecht)
- Stein (fränkisches Adelsgeschlecht), altes Adelsgeschlecht aus der Gegend von Ingelfingen im heutigen Baden-Württemberg
- Stein (Adelsgeschlecht, 1653), ein aus Wismar stammendes Geschlecht, das am 30. September 1653 den schwedischen Adelsstand erhielt.
- Stein (Adelsgeschlecht, 1750), ein briefadeliges Geschlecht, das am 23. Februar 1750 als von Steun geadelt wurde
- Stein (Adelsgeschlecht, 1797), ein Ratsgeschlecht aus Rostock, das am 29. März 1797 geadelt wurde
- Stein (Adelsgeschlecht, 1778), ein am 6. Juli 1798 geadeltes Geschlecht, dessen Stammvater der Major und Quartiermeister Samuel Friedrich Stein ist
- Stein (Adelsgeschlecht, 1874), ein Adelsgeschlecht, das am 8. Juni 1874 den preußischen Adelsstand erhielt
- Stein (Adelsgeschlecht, 1878), ein aus Sachsen stammendes Geschlecht, das am 27. April 1878 geadelt wurde
- Stein (Adelsgeschlecht, 1908), ein aus der Herrschaft Limpurg (Württemberg) stammendes Geschlecht, das am 30. September 1611 geadelt wurde
- Stein (Adelsgeschlecht, 1913), ein auf den Pfarrer Hermann Stein zurückgehendes Geschlecht, dessen Sohn am 16. Juni 1913 geadelt wurde
- Ritter Heidenreich von Stein, auch Heidenreich von Grünhain genannt, und ein Konrad von Stein („de lapide“) als Ministeriale der Meinheringer auf Burg Stein bei Hartenstein, Sachsen
- „Egerer vom Stein“, Zwickauer Patriziergeschlecht, das offenbar zeitweise (1305–1350?) im Besitz von Burg und Herrschaft Stein bei Hartenstein war, Sachsen
- Stain, schwäbisches Adelsgeschlecht

Stein mit Namenszusatz:
- Altenstein (Adelsgeschlecht), ein fränkisches Uradelsgeschlecht, das 1296 mit Georg von Stein urkundlich erscheint
- Stein von Hilpoltstein
- Stein von Kamienski, ein polnisches Adelsgeschlecht, das am 15. Juni 1802 die preußische Adelsanerkennung erhielt
- Stein zu Lausnitz, ein osterländisches Uradelsgeschlecht mit dem Stammhaus Lausnitz bei Neustadt an der Orla
- Stein zu Liebenstein – später Stein-Liebenstein zu Barchfeld, ein fränkisches Uradelsgeschlecht mit der Stammburg Altenstein bei Bad Liebenstein in Thüringen
- Stein von Lichtenstein, fränkisches Adelsgeschlecht von Burg Lichtenstein
- Stein zu Nassau, ein nassauisches Uradelsgeschlecht, das 1195 zuerst erscheint.
- Stein zu Nord- und Ostheim, ein fränkisches Uradelsgeschlecht, das 1273 urkundlich zuerst erwähnt wird.